# La Tour-de-Salvagny
La Tour-de-Salvagny là một xã thuộc tỉnh Rhône trong vùng Rhône-Alpes phía đông nước Pháp. Xã này nằm ở khu vực có độ cao trung bình 266 mét trên mực nước biển.